# Laurence Graff
Laurence Graff OBE (Stepney, 13 de junho de 1938) é um empresário e joalheiro inglês. Ele é mais conhecido por ser o fundador da Graff Diamonds, empresa do ramo de luxo na área de diamantes.
Graff nasceu em Stepney em 1938 em uma família judaica, filho de uma mãe romena, Rebecca Segal, e um pai russo, Harry Graff. Seu irmão Raymond nasceu em 1947.
Graff recebeu a Officer of the Order of the British Empire (OBE) em 2013 por agradescimento aos seu seus serviços no ramo da joalheria.
Em 1962, ele se casou com a francesa Anne-Marie Graff. Os dois têm três filhos: Francois, Kristelle and Stephane.